# Puri (zamindari)
El zamindari de Puri fou un estat tributari protegit dins el districte de Puri a Orissa. Constituïa el principat de Khurda els sobirans del qual es consideraven descendents del regne d'orissa de la dinastia Gajpati o Gajapati (fundat vers 915) que havia existit fins al 1568 quan fou annexionat a Bengala.
Els rages de Khurda es titulaven rages d'Orissa. El 1803 el raja Mukunda Deva II es va sotmetre als britànics i fou reconegut com a raja de Khurda rebent alguns territoris afegits, però el 1804 es va revoltar i l'estat fou confiscat vers 1805; el 1807/1808 una part li fou retornat al seu fill i família pel seu manteniment. Com que els zamindars tenien residència a Puri, el 1817 van agafar el títol de rages Sri Gajapati de Puri.
El 1871 el raja Dibvyasimhadeva III fou deposat acusat d'assassinat i condemnat fou empresonat de per vida i va morir el 1878. L'estat va quedar confiscat de fet entre 1871 i 1878 però després fou retornat al seu fill Mukunda Deva III, que era menor, i administrat pel consell de corts (Court of Wards) del 1871 al 1897 quan el zamindar, que el 29 de març de 1884 va rebre el títol de raja a nivell personal, fou declarat major d'edat. Va adoptar a Lal Mohini Mohan Deb, tercer fill del Raja Sachitananda Thibhuban Dev de Bamra, que el va succeir a la seva mort el 1926 amb el nom de Ramchandra Dev IV. El 1953 els zamindaris foren abolits i el 1955 va fer entrega formal de les terres a l'estat morint dos anys després. La línia reial va continuar en el seu fill Sri Gajapathi Maharaj Bira Kishore Dev, mort el 1970, deixant els drets de la casa reial d'Orissa i del zamindari de Puri al seu fill Sri Gajapathi Maharaj Dibyasingha Dev IV, nascut el 1954.

## Llista de zamindars
- Ramachandradeva III 1808 - 1856
- Birakishore Deva II 1856-1862 (nominal)
- Dibvyasimhadeva III 1862 - 1878 (de fet des de 1857)
- Mukunda Deva III 1878-1926 (títol personal de raja)
- Ramchandra Dev IV 1926-1955 (+1957)